# Guy Desson
Guy Desson est un homme politique français, né le 7 avril 1909 à Chelles (Seine-et-Marne) et mort le 4 avril 1980 à Vouziers (Ardennes).

## Biographie
Guy Desson est le petit-fils d'Alexandre Bickart, maire radical de Chelles, et le fils d'un administrateur de société industrielle. Il s'engage très tôt dans le militantisme socialiste. Adhérent à la Section française de l'Internationale ouvrière (SFIO) en 1926, il devient secrétaire de la section socialiste de Chelles quatre ans plus tard.
En 1934, il devient professeur de lettres d'abord à Vincennes, puis à Paris.
À partir de 1935, il tente de s'implanter dans la fédération socialiste des Ardennes. Candidat aux élections cantonales de 1937 à Vouziers, il est battu dès le premier tour.
Mobilisé en 1939, il participe aux combats du printemps 1940 comme officier. Démobilisé fin juillet 1940, il s'installe à Marseille, puis à Saint-Hilaire-le-Château. S'il ne peut pas réellement être considéré comme résistant, il apporte son soutien à des réfractaires au STO, et effectue quelques liaisons, notamment pour Pierre Viénot.
À la Libération, il travaille au Populaire, dont il devient le secrétaire général en octobre 1945. Candidat aux législatives dans les Ardennes, il n'est pas élu mais devient chef de cabinet d'Andrée Viénot lorsque celle-ci est nommée au gouvernement. En 1947, il continue sa carrière de collaborateur de cabinet ministériel auprès de M Naegelen, puis Paul Ramadier.
Devenu député en novembre 1947, à la suite de la démission d'Andrée Viénot, il est réélu en 1951 et 1956.
Élu conseiller général des Ardennes de 1950 à 1970 du canton de Grandpré dans les Ardennes sous les étiquettes SFIO, Parti socialiste unifié et DVG
Au Palais-Bourbon, il se faire remarquer par une très intense activité parlementaire. Il est notamment à l'origine de la loi du 24 juillet 1953 qui crée un fonds de développement de l'industrie cinématographique. Il occupe ensuite, de 1953 à 1958, la présidence du conseil supérieur de la cinématographie.
À partir de 1954, son opposition à la ligne majoritaire de la SFIO, qui s'est déjà manifestée sur la question de la Communauté européenne de défense, ne fait que s'amplifier : ayant voté contre le traité de Paris et de Londres, il est exclu du parti fin 1954, puis réintégré en juillet 1955.
Mais c'est surtout sur la politique algérienne de Guy Mollet que la rupture se fait. Desson devient un des chefs de file de l'opposition interne qui va finir par quitter la SFIO et créée, en mars 1959, le Parti socialiste autonome.
Candidat d'opposition sans étiquette lors des législatives de 1958, il est battu par le candidat gaulliste.
Secrétaire de la fédération des Ardennes du Parti socialiste autonome, puis, après 1960, du Parti socialiste unifié, il siège dans les instances nationales de ces deux partis de 1959 à 1966.
Après quelques années électoralement difficiles pour le PSU, Desson est réélu en 1964 au conseil général des Ardennes, puis retrouve, en 1967, son siège de député.
Fait alors partie de la minorité du PSU qui décide de le quitter pour rejoindre la Fédération de la gauche démocrate et socialiste. Battu aux élections législatives de 1968, il se retire temporairement de la vie politique, ne sollicitant pas le renouvellement de son mandat au conseil général en 1970.
Il se rapproche alors du Parti communiste français : sans y adhérer, il en devient un « compagnon de route ». Membre du Mouvement de la Paix, président délégué de l'association France-URSS à partir de 1973, médaillé de l'ordre soviétique de l'Amitié des Peuples en 1979, il avait aussi été candidat aux législatives de 1973 avec le soutien du PCF.
En 2024, l'analyse des archives Mitrokhine par Le Monde révèle qu'il a été agent d'influence pour le KGB soviétique puis contre-agent pour la DST française. Il a été recruté par le KGB en 1961, sous le nom de code « DROM ». Son engagement aurait été motivé par des raisons financières, il avait des dettes importantes. Il a reçu du KGB 1 500 francs par mois pendant 12 ans et des bonus en fonction des informations transmises. Durant cette période, il s'est opposé à la construction de la défense européenne et a livré le nom de personnalités susceptibles d'être recrutées. Il aurait été l'un des deux principaux espions travaillant pour l'Union soviétique au sein du Parti Socialiste. La direction de la Surveillance du territoire le surveille dans les années 1970 et il aurait été fait agent double par Raymond Nart à partir de 1978,.

## Fonctions
- Député SFIO des Ardennes (1947-1958)
- Député PSU des Ardennes (1967-1968)
- Conseiller général du canton de Grandpré de 1950 à 1970
- Secrétaire Fédéral du PSU en 1960 : fait partie de la tendance E au congrès d'Alfortville (25-27 janvier 1963), axée essentiellement sur une défense intransigeante de la laïcité.
- Président délégué de l'association France-URSS (1973-1980)
- Membre du Mouvement de la paix (1970-1980)